# Districte de Daman (Índia)

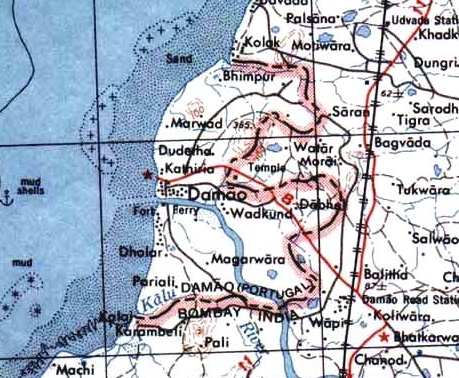
Mapa del districte de l'any 1956.

El districte de Daman és una divisió administrativa del territori indi de Daman i Diu envoltat per totes parts de territori del districte de Valsad (Gujarat), excepte per l'oest que té la mar d'Aràbia. La superfície és de 72 km² i la població de 113.949 (2001). La capital és Daman.
Daman forma l'únic tehsil del districte.

## Història
Vegeu Daman.
El 1961 va integrar el territori indi de Goa, Daman i Diu fins que el 1987 se'n va separar Goa, i va quedar integrat en el territori de Daman i Diu.